# Salem Speedway
O Salem Speedway é um autódromo localizado em Salem, no estado de Indiana, nos Estados Unidos. O circuito é no formato oval com 0,893 km (0,555 milhas) de extensão e curvas com 33° de inclinação.
O circuito foi inaugurado em 1947, recebe atualmente corridas da ARCA Racing Series.